# Fabrice Saint-Jean
Pour les articles homonymes, voir Saint-Jean.
Fabrice Saint-Jean (né le 21 novembre 1980 à Paris) est un athlète français, spécialiste du saut en hauteur. 

## Biographie
Champion de France espoir en 2000 et 2002, il se classe troisième des championnats d'Europe espoirs de 2001, à Amsterdam.
En 2012, il porte son record personnel à 2,28 m, à Genève.
Il est vice-champion de France en plein air en 2009, 2010, 2011, 2012 et 2013, et remporte le titre de champion de France en salle en 2011 à Aubière, avec un saut à 2,23 m

## Palmarès

### International
| Date | Compétition                       | Lieu      | Résultat | Marque |
| ---- | --------------------------------- | --------- | -------- | ------ |
| 2001 | Championnats d'Europe espoirs     | Amsterdam | 3e       | 2,18 m |
| 2009 | Championnats d'Europe par équipes | Leiria    | 10e      | 2,15 m |
| 2009 | Jeux de la Francophonie           | Beyrouth  | 3e       | 2,20 m |
| 2010 | Championnats d'Europe par équipes | Bergen    | 4e       | 2,22 m |
| 2012 | Championnats d'Europe             | Helsinki  | qual.    | 2,23 m |
| 2013 | Jeux méditerranéens               | Mersin    | 3e       | 2,24 m |
| 2013 | Jeux de la Francophonie           | Nice      | 7e       | 2,15 m |

### National
- Championnats de France d'athlétisme :
  - 2e en 2009, 2010, 2011, 2012, 2013 et 2015
- Championnats de France d'athlétisme en salle :
  - vainqueur en 2011.

## Records
| Épreuve         | Performance | Lieu   | Date        |
| --------------- | ----------- | ------ | ----------- |
| Saut en hauteur | 2,28 m      | Genève | 2 juin 2012 |